# NXT TakeOver: Orlando
NXT TakeOver: Orlando foi um evento de luta livre profissional produzido pela WWE e transmitido pelo WWE Network para o seu território de desenvolvimento, o WWE NXT. Ocorreu em 1 de abril de 2017 no Amway Center em Orlando, Flórida. Este foi o décimo quarto evento do NXT TakeOver e o segundo de 2017.

## Antes do evento
NXT TakeOver: Orlando teve combates de luta livre profissional de diferentes lutadores com rivalidades e histórias pré-determinadas, que se desenvolveram no WWE NXT, programa do território de desenvolvimento da WWE que é transmitido pelo WWE Network. Os lutadores interpretaram um vilão ou um mocinho seguindo uma série de eventos para gerar tensão, culminando em várias lutas.

## Resultados
| Nº                                          | Resultados | Estipulações                                  | Tempo |
| ------------------------------------------- | --- | --------------------------------------------- | ----- |
| 1                                           | SAnitY (Eric Young, Alexander Wolfe, Killian Dain e Nikki Cross) derrotaram Tye Dillinger, Ruby Riot, Roderick Strong e Kassius Ohno                    | Luta de quartetos                             | 12:30 |
| 2                                           | Aleister Black derrotou Andrade Almas | Luta individual                               | 9:35  |
| 3                                           | The Authors of Pain (Rezar e Akam) (c) (com Paul Ellering) derrotaram #DIY (Johnny Gargano e Tommaso Ciampa) e The Revival (Scott Dawson e Dash Wilder) | Luta de duplas pelo NXT Tag Team Championship | 23:50 |
| 4                                           | Asuka (c) derrotou Ember Moon | Luta individual pelo NXT Women's Championship | 12:10 |
| 5                                           | Bobby Roode (c) derrotou Shinsuke Nakamura | Luta individual pelo NXT Championship         | 27:20 |
| (c) – Refere-se aos campeões antes da luta. | |                                               |       |